# È tempo di vivere
È tempo di vivere (Let's Live a Little) è un film del 1948 diretto da Richard Wallace, scritto da Howard Irving Young, Edmund L. Hartmann, Albert J. Cohen e Jack Harvey da un soggetto originale degli stessi Albert J. Cohen e Jack Harvey.

## Trama
All'agenzia pubblicitaria Montgomery di New York, Duke Crawford è impegnato a gestire tutti gli aspetti legati alla promozione dei prodotti affidati alla compagnia, in particolare quelli della produttrice di cosmetici Michelle Bennett, uno dei clienti più importanti nonché sua ex fidanzata.
L'uomo è preda di un forte stress causato da eccesso di lavoro e dalla preoccupazione del mancato rinnovo del contratto che lega l'agenzia a Michelle, la quale rinviando all'infinito la sospirata firma spera di riconquistare Duke, non più disposto a ricambiare il suo affetto. Quando Duke, sull'orlo di un esaurimento, decide che si occuperà in futuro solo di clienti uomini, il suo capo James Montgomery lo incarica di fare la promozione del libro di un nuovo cliente, uno psicologo famoso di nome J.O. Loring. Giunto nello studio del nuovo cliente, Duke scopre che J.O. Loring è in realtà una donna attraente di nome Jo. La psicologa lo scambia per uno dei suoi pazienti mentalmente disturbati. In preda alla confusione ma determinato a dimostrare a se stesso e alla donna che è insensibile alla bellezza femminile, bacia la psicologa. Jo reagisce con compostezza e professionalità raccomandandogli di leggere il suo libro, quello da pubblicizzare, che tratta dei rimedi causati dallo stress intitolato Let's Live a Little. 
Il mattino seguente, dopo l'ennesima notte insonne, convinto di avere allucinazioni e sentire delle “voci”, Duke fissa un appuntamento per vedere Jo come paziente. La dottoressa, in merito ai problemi dell'uomo con Michelle, gli consiglia che se vuole che la sua ex fidanzata firmi il contratto, dovrà essere gentile con lei, invitarla a cena e introdurre l'argomento casualmente, senza forzature. 
Seguendo il suo consiglio, Duke organizza un appuntamento con Michelle in un locale elegante. Volendo osservare l'incontro in prima persona “per motivi scientifici”, Jo arriva al nightclub con il suo collaboratore medico nonché segreto spasimante, il dottor Richard Field. Michelle nota che tra Duke e Jo sta nascendo qualcosa che travalica il rapporto medico/paziente, e quando a cena, su indicazioni di Duke, le viene servita una torta con un contratto pubblicitario all'interno invece di una licenza di matrimonio come si aspettava, lancia il suo drink sul viso dell'uomo però mancandolo, e generando così un parapiglia nel locale. Duke è ora definitivamente esaurito, ridotto a ripetere a se stesso slogan pubblicitari più e più volte.  
Sentendosi responsabile delle condizioni psicologiche di Duke, Jo lo ospita nel suo cottage sul lago per una cura di riposo. Una notte, al chiaro di luna, mentre i due sono sullo specchio d'acqua in canoa, Duke bacia Jo appassionatamente, dimostrando a se stesso di essere guarito dalla sua misoginia. Anche la donna ora è fortemente coinvolta, nonostante cerchi inutilmente di non cedere al sentimento.
Duke torna presto a New York, rinato dal suo amore per Jo, e organizza una campagna pubblicitaria radiofonica di successo per il libro della psicologa. Durante l'intervista alla radio, Jo parla di uno dei suoi recenti pazienti che ha sofferto di un esaurimento nervoso causato da una relazione fallita. Descrive come lo ha aiutato a riprendersi fingendo di innamorarsi di lui per aiutarlo in un trasferimento dei suoi affetti. Quando Duke sente l'intervista, si arrabbia per essere stato raffigurato come una cavia in un esperimento d'amore. Duke decide di dimenticare Jo e tornare da Michelle. Poco dopo, Jo legge l'annuncio sul giornale del fidanzamento tra i due. Incapace di pensare a nient'altro che a Duke, Jo inizia ad avere un esaurimento nervoso, con gli stessi sintomi che aveva l'uomo. Mentre si avvicina il giorno del matrimonio di Michelle e Duke, il collega di Jo, il dottor Field, porta la donna nel cottage sul lago nel tentativo di curarla dalla sua ossessione per Duke, ma con l'intento reale di dichiararsi alla donna. Anche dopo che lui le ha fatto la proposta però, lei riesce a vedere solo il volto di Duke, e lo respinge.
Nel frattempo Duke, mentre Michelle ridecora il suo appartamento, riceve una telefonata da Field che annuncia con aria di sfida che Jo si è ora affidata alle sue amorevoli cure. Duke lascia Michelle e si precipita al cottage, dove trova Jo in preda a quelle che la donna crede visioni. Duke la abbraccia con passione e la convince che i suoi baci sono reali. 

## Produzione
È tempo di vivere è stato il primo e unico film prodotto da Robert Cummings e Eugene Frenke con la loro compagnia United California Productions (UCP). Hedy Lamarr firmò per il film nel dicembre 1947. UCP originariamente prevedeva che la pellicola fosse finanziata e distribuita attraverso la United Artists, ma alla fine l'accordo non si concretizzò e se ne fece uno nuovo con la compagnia Eagle-Lion. A quel tempo Anna Sten era sposata con lo stesso produttore Eugene Frenke. Le riprese si svolsero nel marzo 1948 e il film costò 1.100.000 dollari.
Stanley Cortez avrebbe dovuto essere il direttore della fotografia, ma lasciò il film durante le riprese, poiché Hedy Lamarr giudicò eccessive le attenzioni da lui riservate alla Sten.

## Distribuzione
Il film è uscito negli Stati Uniti il 9 dicembre 1948. Nei paesi di lingua spagnola il film fu distribuito con il titolo Vivamos un poco. In Svezia uscì il 23 maggio 1949 mentre in Italia fu distribuito dal 19 agosto 1949.